# 下比普附近瓦利斯維爾
下比普附近瓦利斯維爾是瑞士的城鎮，位於該國中西部，由伯恩州負責管轄，面積1.48平方公里，五成半土地是農業用地，海拔高度431米，2011年人口201，人口密度每平方公里136人。